# Bound Skerry
Bound Skerry est une île faisant partie de l'archipel des Skerries extérieures, situé dans les Shetland, en Écosse. 
Bound Skerry , avec Grunay où était établi la maison des gardiens du phare, est le point le plus oriental d'Écosse. Il possède un phare, construit en 1857, pour un coût de 21 000 £. 
L'île a été bombardée deux fois pendant la Seconde Guerre mondiale par les Allemands, qui croyaient qu'elle contenait un dépôt de munitions.